# Fay-le-Clos

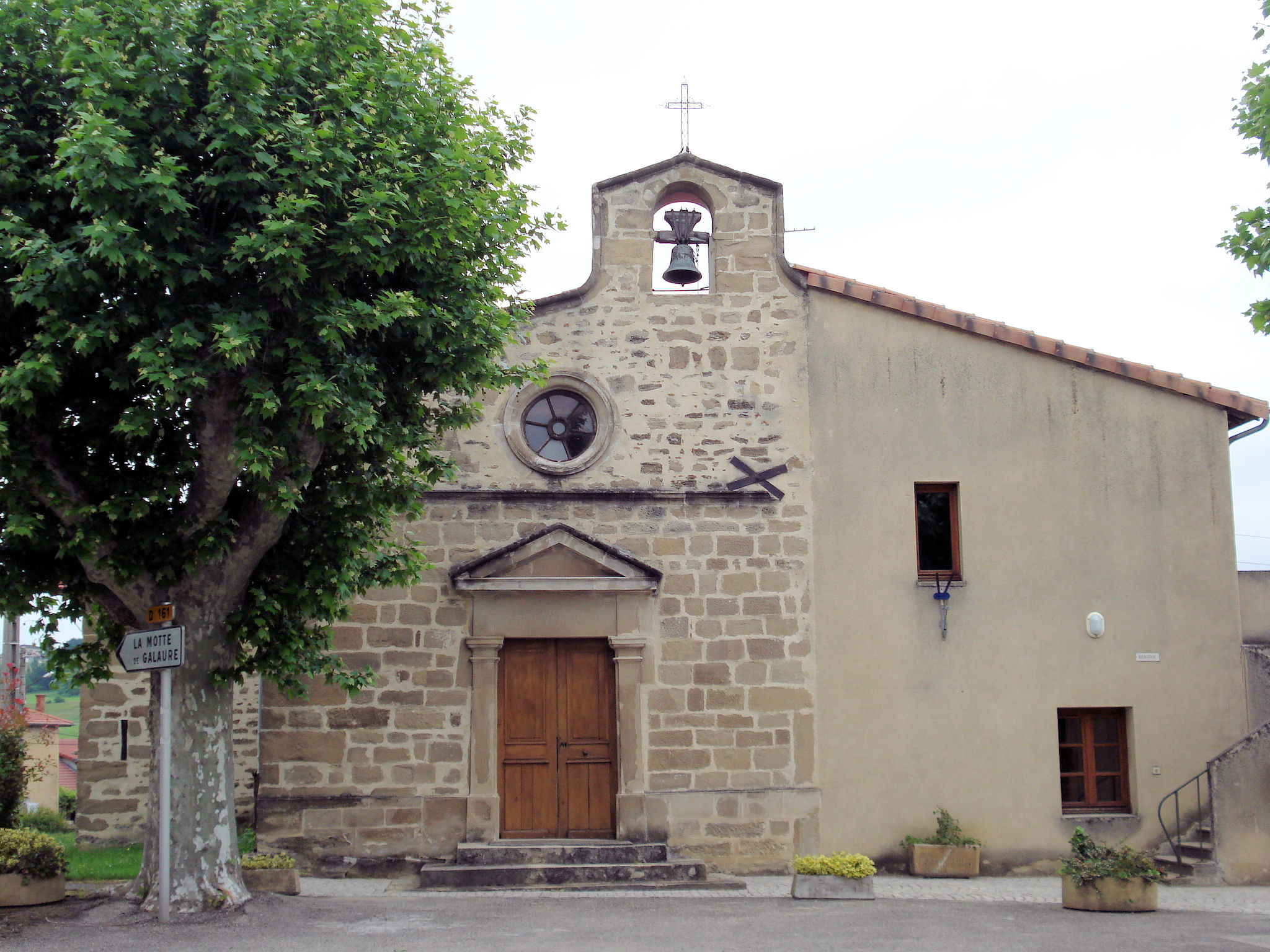
Kościół w Fay-le-Clos, 2008

Fay-le-Clos – miejscowość i gmina we Francji, w regionie Owernia-Rodan-Alpy, w departamencie Drôme.
Według danych na rok 1990 gminę zamieszkiwało 151 osób, a gęstość zaludnienia wynosiła 33 osób/km² (wśród 2880 gmin regionu Rodan-Alpy Fay-le-Clos plasuje się na 1471. miejscu pod względem liczby ludności, natomiast pod względem powierzchni na miejscu 1550.).